# Angela Petrelli
Angela Petrelli è un personaggio della serie televisiva Heroes, interpretato da Cristine Rose e doppiata da Lorenza Biella.
Petrelli è il cognome acquisito dal marito, Arthur Petrelli, con cui ha avuto due figli: Nathan e Peter. Il suo cognome da nubile era Shaw.

## Biografia

### Prima stagione - Volume uno: Genesi
Vedova di Arthur Petrelli e madre di Peter e Nathan, la signora Petrelli è presentata come una donna forte e consapevole delle proprie azioni che si impegna molto nella campagna elettorale del figlio maggiore, Nathan, candidato al Congresso. Facendo questo mette spesso da parte l'altro figlio, Peter, considerato da lei debole e poco meritevole di fiducia. Ben presto si scoprirà che Angela è a conoscenza di molti segreti tra cui l'esistenza di Claire, sua nipote, figlia illegittima di Nathan, affidata all'insaputa di quest'ultimo a Noah Bennet. Si scopre anche essere amica di Charles Deveaux, padre di Simone, e di Daniel Linderman, l'uomo che vuole fare esplodere New York, di cui sembra condividere i piani.

### Seconda stagione - Volume due: Generazioni
All'inizio della seconda stagione si scopre che Angela Petrelli faceva parte in passato, insieme al marito, dell'Impresa di cui era stata la fondatrice insieme ad altri soggetti avanzati. Dopo l'uccisione di Kaito Nakamura comprende che Adam Monroe vuole uccidere anche lei per vendetta, e quando la polizia si fa insistentente anche nei suoi confronti nelle indagini decide di costituirsi dichiarandosi colpevole dell'assassinio con l'intento di far cessare al più presto l'attività della polizia. Matt Parkman ed il figlio Nathan però scoprono la sua innocenza e decidono di aiutarla, scagionandola e mettendosi sulle tracce del vero assassino.

### Terza stagione

#### Volume tre: Criminali
Dopo la morte di Bob Bishop, Angela assume il comando della Compagnia e dice a Sylar di essere sua madre. Tuttavia, negli ultimi episodi, Sylar acquisirà il potere di percepire le bugie e capirà che Angela gli ha mentito per manipolarlo. Quando Sylar minaccia di uccidere la donna, questa per salvarsi gli rivela di essere a conoscenza dell'identità dei suoi reali genitori. Quando la sede della Primatech prende fuoco, Angela assiste assieme a Claire e a Noah. In seguito deciderà di smantellare completamente l'Impresa.

#### Volume quattro: Fuggitivi
Quando Nathan, con l'aiuto del governo, inizia a catturare i soggetti avanzati per rinchiuderli, Angela è una delle poche ad approvare il programma. All'inizio ella infatti sembra stare dalla parte del figlio, ma più tardi si scopre una cospirazione da lei operata con l'ausilio di Noah Bennet. Questi lavora nel programma, ed è il suo informatore. In più di un'occasione Angela e Bennet s'incontrano segretamente, e lei gli impartisce utili consigli per avvicinare Danko, l'agente scelto del governo posto a capo del programma.
Quando Danko scopre i poteri di Nathan, la posizione di Angela diventa precaria, ed ella si ritrova costretta a fuggire. Chiede dapprima aiuto ad un'amica, ricevendo un po' di soldi. Braccata, viene portata in salvo da Peter. I due si recano in una chiesa dove la donna cerca di dormire. Ella rivela al figlio che da giovane era stata una sognatrice, come lui, e che avrebbe voluto diventare un'insegnante. Dopo che si manifestarono i suoi poteri, Angela provò ad allarmare la gente, ma nessuno le credeva. Allora iniziò ad usare mezzi quali le menzogne, la manipolazione e il tradimento. Infine, Angela riesce a prendere sonno. Dice a Peter di sapere cosa fare: intende riunire la famiglia e andare a trovare sua sorella, Alice.
La troviamo poco dopo in compagnia di Peter, Nathan, Claire e Noah in una località chiamata Coyote Sand.
La donna rivelerà ai figli le origini dell'Impresa e manifesterà l'idea di volerne creare una nuova trovando il loro appoggio.
Quando nella battaglia finale con Sylar il figlio Nathan trova la morte, lei seppur dispiaciuta convince Matt Parkman a fare il lavaggio del cervello a Sylar convincendolo di essere Nathan. Il motivo di tale gesto è poter tenere sotto controllo le mosse del governo. Gli unici a sapere della sostituzione, a parte lei, sono Noah Bennet e Matt Parkman.

### Quarta stagione - Volume cinque: Redenzione
Angela è terrorizzata dalla possibilità che Sylar riacquisti la sua vera identità e si rivolge a Matt, che però rifiuta di aiutarla. Quando Sylar riprenderà il possesso del suo corpo, lei seppur angosciata sarà più realista del figlio Peter e capirà che per Nathan non c'è più speranza.

## Heroes Reborn
Angela e Hiro Nakamura (una sua versione venuta dal futuro) si prenderanno cura dei figli di Claire, la quale è morta mettendoli al mondo, due gemelli (Tommy e Malina); Hiro porterà indietro nel tempo se stesso, insieme a Angela, Tommy e Malina, nel 1999, per tenerli al sicuro dalla Renautas, un'impresa che vuole impedire ai piccoli di realizzare il destino che Angela ha profetizzato tramite un sogno, secondo cui Tommy e Malina salveranno il mondo dalla tempesta solare che spazzerà via l'umanità. Angela crescerà Malina, mentre Hiro si prende cura di Tommy, i due ormai adolescenti uniscono i loro poteri per fermare la tempesta solare, ma senza successo, infatti Angela aveva compreso che i suoi pro-nipoti non potevano combinare la loro forza perché serviva un terzo elemento, un catalizzatore, un altro individuo che però morirà nel processo, infatti nel sogno Angela aveva visto una terza persona che faceva da tramite tra Tommy e Malina, ovvero Noah; quest'ultimo tenendo per mano Malina e Tommy salva il mondo usando la loro forza, come aveva predetto Angela.

## Poteri e abilità
Il potere di Angela è quello di poter vedere il futuro attraverso sogni e visioni che si attivano inconsciamente. Peter Petrelli, grazie a questo potere che non sa di possedere, riesce a vedere l'incidente di Nathan precedente alla prima stagione.